# わたくし美術館 (大分県)
わたくし美術館（わたくしびじゅつかん）は、大分県由布市湯布院町にある美術館である。

## 概要
ダリ、ルオー、タピエス、有元利夫、中川一政、岡本太郎、大沢昌助他の絵画が展示されている。

## 開館時間・休館日
- 公開：9:00 - 17:00[1]
- 無休

## 観覧料
- 大人/300円、他

## アクセス
- 由布院駅から徒歩で35分[2]